# Karáva
Karáva är ett berg i Grekland.   Det ligger i prefekturen Nomós Kardhítsas och regionen Thessalien, i den centrala delen av landet, 240 km nordväst om huvudstaden Aten. Toppen på Karáva är 2 162 meter över havet.
Terrängen runt Karáva är bergig åt nordväst, men åt sydost är den kuperad. Karáva är den högsta punkten i trakten. Runt Karáva är det mycket glesbefolkat, med 4 invånare per kvadratkilometer. Närmaste större samhälle är Mouzáki, 16,0 km nordost om Karáva. I omgivningarna runt Karáva växer i huvudsak blandskog.